# Collegio salesiano Astori
Il Collegio salesiano Astori è una scuola paritaria cattolica dei salesiani, sita a Mogliano Veneto, in provincia di Treviso, che si ispira ai principi pedagogici di Giovanni Bosco.

## Storia
La scuola nasce come colonia agricola, grazie alla donazione della Contessa Bellavite Astori, da cui trae il nome, desiderosa di fondare una iniziativa in favore dei figli dei contadini, date le difficoltà del Veneto rurale di fine '800. Inizia ufficialmente le proprie attività il 19 novembre 1882. 
Ben presto l'offerta formativa si aprì anche all'insegnamento di altri mestieri, in particolare nel settore artigiano. Già nel 1883 aprirono le scuole elementari e il ginnasio. Tra il 1895 e il 1906 funzionò una colonia agricola in distaccamento presso Villa Grapputo a Marocco.
Durante la prima guerra mondiale l'Astori divenne Ospedale Militare per la III armata, impegnata nelle operazioni belliche lungo il fiume Piave.
Nel secondo dopoguerra continuò l'espansione dell'offerta formativa: nel 1964 aprì l'Istituto Tecnico per Ragionieri e nel 1971 l'Istituto tecnico Industriale con specializzazione in Meccanico. Il liceo venne inaugurato nel 1975, mentre le scuole elementari riaprirono negli anni 2000. A partire dagli anni '80 gli studenti si sono attestati stabilmente attorno alle mille unità.

## Edificio
L'edificio che ospita attualmente l'Istituto è costituito dal corpo principale della villa appartenente agli Astori, ingrandito e riadattato dall'architetto Pietro Saccardo. Successivamente è stato più volte ampliato per l'espandersi della stessa scuola. La chiesa neoromanica fu costruita nel 1915, contiene tele e mosaici della prima metà del XX secolo e un grande organo Gustavo Zanin del 1942.

## Alumni
Tra gli alumni della scuola si possono menzionare Paolo Gaspari, editore e storico locale, e Giuseppe Berto, scrittore e drammaturgo.

## Servizi
L'Istituto dispone di un teatro capace di 250 posti a sedere e una biblioteca, dotata di 55.000 volumi, aperti al pubblico.